# Ebbrittoniella ignita
Ebbrittoniella ignita är en skalbaggsart som beskrevs av John Obadiah Westwood 1883. Ebbrittoniella ignita ingår i släktet Ebbrittoniella och familjen Hybosoridae. Inga underarter finns listade i Catalogue of Life.